# (152657) Yukifumi
(152657) Yukifumi est un astéroïde de la ceinture principale.

## Description
(152657) Yukifumi est un astéroïde de la ceinture principale. Il fut découvert le 4 décembre 1997 à Kuma Kogen par Akimasa Nakamura. Il présente une orbite caractérisée par un demi-grand axe de 2,60 UA, une excentricité de 0,24 et une inclinaison de 5,2° par rapport à l'écliptique.

## Compléments